# Phú Phụng
Phú Phụng là một xã thuộc tỉnh Vĩnh Long, Việt Nam.

## Địa lý
Xã Phú Phụng có vị trí địa lý:
- Phía đông giáp xã Chợ Lách.
- Phía tây giáp xã An Bình.
- Phía nam giáp xã Nhơn Phú và Cái Nhum, ranh giới là sông Cổ Chiên.
- Phía bắc giáp tỉnh Đồng Tháp, ranh giới là sông Mỹ Tho.

Xã Phú Phụng có diện tích 47,89 km², dân số năm 2025 là 38.495 người, mật độ dân số đạt 803 người/km².

## Lịch sử
Ngày 16 tháng 6 năm 2025, Ủy ban Thường vụ Quốc hội ban hành Nghị quyết số 1687/NQ-UBTVQH15 về việc sắp xếp các đơn vị hành chính cấp xã của tỉnh Vĩnh Long năm 2025. Theo đó, sắp xếp toàn bộ diện tích tự nhiên, quy mô dân số của các xã Phú Phụng, Vĩnh Bình và Sơn Định thành xã mới có tên gọi là xã Phú Phụng.
Sau khi sáp nhập, xã Phú Phụng có 47,89 km² diện tích tự nhiên và dân số 38.495 người.